# Carmen Guayabal
Carmen Guayabal är en ort i Mexiko.   Den ligger i kommunen El Bosque och delstaten Chiapas, i den sydöstra delen av landet, 700 km öster om huvudstaden Mexico City. Carmen Guayabal ligger 1 245 meter över havet och antalet invånare är 114.
Terrängen runt Carmen Guayabal är bergig österut, men västerut är den kuperad. Terrängen runt Carmen Guayabal sluttar österut. Runt Carmen Guayabal är det ganska tätbefolkat, med 166 invånare per kvadratkilometer. Närmaste större samhälle är Simojovel de Allende, 13,9 km nordost om Carmen Guayabal. I omgivningarna runt Carmen Guayabal växer i huvudsak städsegrön lövskog.